# Moritzoppia subfallax
Moritzoppia subfallax är en kvalsterart som beskrevs av Sandór Mahunka 1998. Moritzoppia subfallax ingår i släktet Moritzoppia och familjen Oppiidae. Inga underarter finns listade i Catalogue of Life.